# C++26
C++26是继C++23之后正在修订中的C++编程语言开放标准草案，其正式版本预计将于2026年发布。目前已发布的修订草案为N4981。

## 特性
已被C++26接受的新特性包括：

### 语言特性
- 未求值字符串（Unevaluated strings）。
- 将 @、$ 和 ` 添加到基本字符集。
- 支持从 void* 进行 constexpr 转换。
- 用户自定义的 static_assert 消息。
- 无命名的占位变量（Placeholder variables）。
- 包索引（Pack indexing）。
- 结构化绑定（structured bindings）的属性（Attributes）。
- 未初始化读取的错误行为。
- = delete("reason"); （可以为删除函数提供删除原因）。
- 可变参数友元（Variadic friends）。
- constexpr 放置 new 表达式。
- 将结构化绑定声明作为条件使用。
- 折叠表达式（fold expressions）中约束（constraints）的排序。
- 删除指向不完整类型（incomplete type）指针应该是格式错误（ill-formed）的。
- 结构化绑定可以引入参数包（pack）。
- 常量求值（constant-evaluation）中允许抛出异常。
- constexpr 结构化绑定与对 constexpr 变量的引用。
- 牛津可变逗号（Oxford variadic comma），即“弃用前无逗号的省略号参数。语法 (int...) 与 C 语言不兼容，对 C++ 也有害，可以很容易用 (int, ...) 替代。”[2]
- 移除弃用的数组比较。
- 契约[3]

### 标准库特性
- 为 std::chrono 值类增加哈希支持。
- std::is_within_lifetime 类型检测。
- 文件流（file streams）中的原生句柄（Native handles）支持。
- 将字符串流（string streams）与 std::string_view 接口对接。
- 将 std::bitset 与 std::string_view 接口对接。
- <cmath> 与 <complex> 提供更多的 constexpr 支持。
- 在比率（ratios）中添加新的 2022 年 SI 前缀：std::quecto、std::ronto、std::ronna 和 std::quetta。
- std::copyable_function。
- std::submdspan()。
- <debugging>：调试支持模块。
- <linalg>：基于 BLAS 的自由函数线性代数接口。
- 向 std::complex 添加元组协议（tuple protocol）。
- views::concat。
- 字符串与字符串视图的拼接。
- std::ranges::generate_random。
- 使用 std::println() 打印空白行。
- std::formatter<std::filesystem::path> 格式化器。
- 支持饱和算术（Saturation arithmetic），包括 std::add_sat、std::div_sat 等。